# Regnum regno non praescribit leges
 Regnum regno non praescribit leges  лат. (изговор: регнум регно нон прескрибит легес). Краљевство краљевству не прописује законе. (Иван Ердеди)

## Поријекло изреке
Ова изрека је  реплика хрватског бана Ивана Ердедија на сабора у  Будиму захтјеву Мађара да се Хрватска подреди мађарским законима. (3. септембра 1790.г. )

## Тумачење
Једнак по правној снази, не може бити надређен оном другом.

## Актуелно значење
Ова изрека је и  гесло и  државне самосталности и  суверенитета.